# دیوید نیلمن
دیوید نیلمن (انگلیسی: David Neeleman؛ زادهٔ ۱۶ اکتبر ۱۹۵۹) کارآفرین، بازرگان و مدیر ارشد اجرایی برزیلی است، که در سال ۱۹۹۶ شرکت هواپیمایی وست جت، در سال ۱۹۹۸ شرکت هواپیمایی جت‌بلو و در سال ۲۰۰۸ شرکت آزول برزیلین ایرلاینز را تأسیس نمود.